# Dicopomorpha echmepterygis
Dicopomorpha echmepterygis és una espècie d'himenòpter apòcrit de la família Mymaridae. Els mascles són els més petits de tots els insectes coneguts.

## Característiques
Són cecs i no posseeixen ales. La seva mida no excedeix les 139 µm de longitud (més petita que un parameci unicel·lular). Òbviament, els ous i les larves d'aquesta vespa són considerablement més petits que l'adult.

## Història natural
Aquesta espècie, pròpia d'Illinois, és un parasitoide idiobiont dels ous del psocòpter Echmepteryx hageni.
Els mascles s'aparellen amb les seves germanes dins de l'ou de l'hoste, i moren sense abandonar-lo. Maneres de vida similars es poden trobar en la família Trichogrammatidae, també en la superfamília Chalcidoidea.